# Madbringer
Madbringer je drugi studijski album slovenske težkometalske glasbene skupine Pomaranča, tokrat pod imenom "Orange" in v angleškem jeziku, izdan v obliki vinilne plošče leta 1983 in kasete pri Produkciji gramofonskih plošč Radio televizije Beograd.

## Seznam pesmi
Vse pesmi je napisal Mijo Popović.
Stran A
1. »Honey Let Me Feel Your Pussy« – 5:09
2. »Get Away« – 5:15
3. »Don't Stop I'm Stoned Again« – 4:58
4. »Release« – 4:51

Stran B
1. »Madbringer« – 4:45
2. »Got to Be« – 4:08
3. »Blood Lips« – 4:42
4. »Your Eyes Call Me Back to Tokyo« – 4:09
5. »Let the Child Be Born« – 5:04

## Zasedba

### Pomaranča
- Zlatko Magdalenič — vokal, spremljevalni vokali
- Mijo Popović — kitara, spremljevalni vokali, oblikovanje ovitka
- Marko Herak — bas kitara
- Franc Teropšič — bobni
- Tomaž Žontar — klavir, sintesajzer, Hammond orgle (A4)

### Ostali
- Miro Bevc — inženiring
- Al Stone — inženiring, produkcija vokala, revizija besedil
- Braco Doblekar — produkcija